# Uj Péter
Uj Péter (Szolnok, 1969. december 26. –) magyar újságíró, a 444.hu internetes újság főszerkesztője.

## Életpályája
Bölcsödés évei traumatizálták,ugyanis a korai,hajnali 5 órás felkelést később,ötvenes éveiben sem volt képes feldolgozni és ez az édesanyjával való kapcsolatukra is rányomta a bélyegét.Legmagasabb iskolai végzettsége: érettségi. 1990-től a Népszabadság szerkesztőségében volt újságíró-gyakornok, 1992-től 2000-ig a lap munkatársa. Közben elkezdett írni a Hócipőbe, alapítója és szerkesztője a Wanted (ma Wan2) könnyűzenei magazinnak, és alapító-szerkesztője volt az INteRNeTTo online magazinnak is. 1999-től az Index szerkesztője, 2000-től főszerkesztője. 2011-ben saját elhatározásból, közös megegyezéssel távozott az Indextől. 2012 novemberétől az Origónál dolgozott a portál átalakításán. 2013. április 29-én ő indította el a 444.hu nevű hírportált, amelyhez sok indexes újságíró átment.

## Családja
Felesége korábban Féderer Ágnes újságíró volt. Egy fiuk van, Bence.

## Díjai, elismerései
- Opus-díj (1995)
- A MÚOSZ Flekk-díja (2000)
- Szabad Sajtó-díj (2001)
- Pethő Tibor-emlékérem (2004)
- Joseph Pulitzer-emlékdíj (2006)[7]

## Munkái

### Könyvei
- A hőstermelő. Publicisztikai írások (La Ventana, 2002) ISBN 963-204-788-5
- Hatalmas álkérész (Népszabadság Rt., 2005) ISBN 963-85600-6-1
- Ömbizalompunpa (Athenaeum Kiadó, 2018) ISBN 978-963-293-745-8

### Szerkesztései
- A Művelt alkoholista borzsebkönyve, 2008 (Jónás Csabával, Elektromédia Index, 2008)

### Írásai
- Cikkei a Népszabadságban
- Cikkei a Hócipőben
- Cikkei a 444.hu-n